# جامعة عين تموشنت
جامعة عين تموشنت (بالأمازيغية: ⵜⴰⵙⴷⴰⵡⵉⵜ ⵏ ⵄⵉⵏ ⵜⵉⵎⵓⵛⴻⵏⵜ)،(جامعة بلحاج بوشعيب) هي جامعة جزائرية تقع في ولاية عين تموشنت.

## النشأة والتطور
- مركز جامعي سنة 2009
- ترقية المركز الجامعي إلى جامعة بوجب المرسوم التنفيذي رقم 20-338 الصادر بالجريدة الرسمية تحت رقم 71.[2]